# Іванов Юрій Якович
Юрій Якович Іванов (нар. 22 вересня 1909, місто Новгород-Сіверський Чернігівської губернії, тепер Чернігівської області — 2 березня 1989, місто Шостка Сумської області) — український радянський діяч, голова виконавчого комітету Шосткинської міської ради депутатів трудящих Сумської області. Депутат Верховної Ради УРСР 2-го скликання.

## Життєпис
Народився в родині службовця. У 1930 році закінчив Новгород-Сіверську професійну школу, здобув фах техніка-будівельника.
У 1932 році приїхав до міста Шостки, де працював на заводі № 9 («Зірка») техніком-будівельником, завідувачем кошторисного відділу. У 1939—1941 роках — начальник штабу протиповітряної оборони заводу.
Під час німецько-радянської війни, у серпні 1941 року разом із заводом був евакуйований в місто Кемерово, де працював на оборонному заводі до 1942 року. З 1942 року працював на керівній господарській роботі на оборонному заводі у місті Алексин Тульської області РРФСР. У 1943 році повернувся до Шостки.
Член ВКП(б) з 1943 року.
У 1943—1945 роках — виконувач обов'язків директора, помічник начальника із протиповітряної оборони Шосткинського заводу № 9 («Зірка») Сумської області.
У лютому 1945—1953 роках — голова виконавчого комітету Шосткинської міської ради депутатів трудящих Сумської області.
У 1953—1970 роках — начальник відділу кадрів, помічник директора із кадрів Шосткинського заводу № 9 («Зірка») Сумської області.
З 1970 року —  на пенсії у місті Шостці. Продовжував працювати у відділі головного архітектора Шосткинського заводу «Зірка». З 1971 по 1989 рік — директор музею трудової слави заводу «Зірка».

## Нагороди
- орден Трудового Червоного Прапора (23.01.1948)
- ордени
- медалі